# آسیاب‌آبی کرک
آسیاب آبی کرک مربوط به سدهٔ ۹ و ۱۰ ه.ق است و در شهرستان گرمسار، بخش ایوانکی، دهستان ایوانکی، روستای کرک واقع شده و این اثر در تاریخ ۲۶ اسفند ۱۳۸۷ با شمارهٔ ثبت ۲۶۰۵۷ به‌عنوان یکی از آثار ملی ایران به ثبت رسیده است.